# Anchusa milleri
Anchusa milleri är en strävbladig växtart som beskrevs av Spreng.. Anchusa milleri ingår i släktet oxtungor, och familjen strävbladiga växter. Inga underarter finns listade i Catalogue of Life.